# ماثيو تشالنر
ماثيو تشالنر دورسي بوردن (بالإنجليزية: M. C. D. Borden) هو رجل أعمال أمريكي وُلِد في 18 يوليو 1850 في فال ريفر، ماساتشوستس، وتوفي في 27 مايو 1934 في نيويورك. اشتهر بكونه رئيسًا لشركة فال ريفر آيرون ووركس (Fall River Iron Works)، إحدى أبرز شركات صناعة القطن والنسيج في الولايات المتحدة خلال أواخر القرن التاسع عشر وأوائل القرن العشرين.

## حياته ومهنته
وُلِد بوردن لعائلة صناعية بارزة وكان والده ناثانيال بوردن مؤسس شركة فال ريفر آيرون ووركس. تولى ماثيو قيادة الشركة بعد وفاة والده، ووسع نطاق عملها بشكل كبير، لتصبح واحدة من أكبر شركات النسيج في البلاد.
تحت قيادته، دمج عدة شركات صغيرة في فال ريفر ضمن شركته، ليحقق نوعًا من الاحتكار المحلي في صناعة النسيج. كما عمل على تحديث المعدات الصناعية وتحسين كفاءة الإنتاج.

## أبرز محطات حياته
- 1850: وُلِد في فال ريفر، ماساتشوستس.
- 1870: بدأ العمل في أعمال العائلة بقطاع النسيج.
- 1880: تولى إدارة شركة فال ريفر آيرون ووركس بعد وفاة والده.
- 1890: دمج شركات متعددة من مصانع النسيج في المنطقة، ليحقق هيمنة شبه كاملة على الصناعة في فال ريفر.
- 1934: توفي في نيويورك عن عمر ناهز 83 عامًا.

## تأثيره على الصناعة الأمريكية
يُعتبر بوردن شخصية رئيسية في تاريخ الصناعة الأمريكية، حيث ساعد في تحويل فال ريفر إلى مركز رئيسي لصناعة النسيج. تحت قيادته، شهدت المدينة طفرة صناعية واقتصادية كبيرة، لكنها أيضًا واجهت انتقادات من العمال والنقابات بسبب قضايا متعلقة بالأجور وظروف العمل.